# فيرونيكا ستيبانوفا
فيرونيكا سيرجيفنا ستيبانوفا (بالروسية: Вероника Сергеевна Степанова؛ من مواليد 4 يناير 2001) هي لاعبة تزحلق ريفي روسية وتتنافس دوليًا مع المنتخب الروسي. تنافست ستيبانوفا في ثلاث بطولات عالمية للناشئين من عام 2019 إلى عام 2021، وفازت بالميدالية الذهبية الفردية في تقنية التزلج الحر لمسافة 5 كم في عام 2021، وميداليتين فضيتين مع فريق التتابع في عامي 2019 و2021. مثلت رياضيي اللجنة الأولمبية الروسية في دورة الألعاب الأولمبية الشتوية 2022 في سباق السرعة الفردي وفازت بالميدالية الذهبية في تتابع 4 × 5 كيلومترات للسيدات.
خلال اجتماعها مع الرئيس الروسي فلاديمير بوتن في 26 أبريل 2022، لإحياء ذكرى الفائزين بالميداليات الروسية في دورة الألعاب الأولمبية الشتوية 2022 وفي أعقاب الغزو الروسي لأوكرانيا، قالت ستيبانوفا: "في نظري، عادت روسيا قوية وفخورة وناجحة مرة أخرى. ليس الجميع في العالم يحبونها؛ هذا واضح. لكننا على الطريق الصحيح، وسوف نفوز بالتأكيد، تمامًا كما فزنا بالأولمبياد".